# Labocania
Labocania var en köttätande dinosaurie som levde i Mexiko för 85-70 miljoner år sedan. Den var omkring 7 meter lång och vägde 1,5 ton. 
Det är möjligt att släktet Labocania tillhör tyrannosauroiderna, men det är forskare inte helt säkra på. Det har till exempel föreslagits att den kan tillhöra abelisauriderna.
Exemplaren hade troligtvis kött som föda. Fyndet utgjordes av ett robust kranium och delar av skelettet. Hela storleken uppskattades med två tredje delar av en Tyrannosaurus rex.